# First family

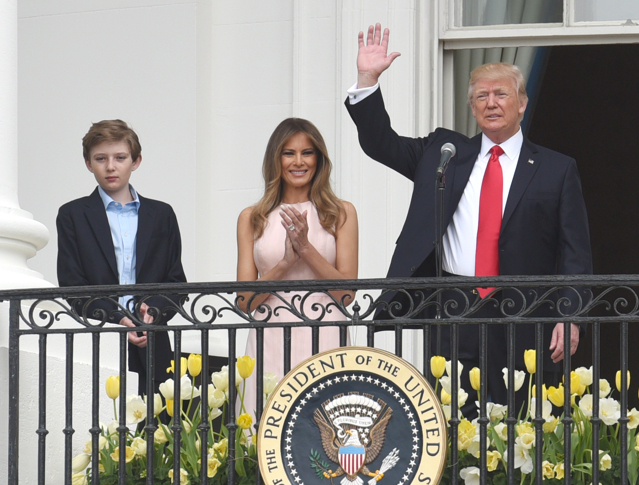
Membri diretti della first family americana: la famiglia Trump.

La first family (lett. "prima famiglia") è un titolo non ufficiale per la famiglia del capo di Stato di una repubblica. Una first family di solito è composta da: il capo di Stato, il suo coniuge e i loro figli.

## Termini correlati
Il termine second family (lett. "seconda famiglia") è spesso utilizzato per riferirsi al vice capo di Stato, solitamente un vicepresidente, o, in alcuni paesi, alla famiglia del primo ministro, in ossequio alla first family o alla famiglia reale. Il coniuge è chiamato second lady o second gentleman.

## Nella cultura popolare
L'uso del termine "first family" per riferirsi alla famiglia del presidente degli Stati Uniti divenne di uso comune solo durante l'amministrazione Kennedy con l'enorme popolarità dell'album comico del 1962 di Vaughn Meader, The First Family.

### Fumetti
- Nella serie di fumetti Astro City, la first family è una famiglia di avventurieri dotati di super poteri il cui vero cognome è "Furst".

### Film
- Bob Newhart ha interpretato un impopolare presidente degli Stati Uniti nel film del 1980 Il grugnito dell'aquila.

### Letteratura
- First Family (King and Maxwell) (2010) è un romanzo di David Baldacci.[2]
- The First Family: Terror, Extortion, Revenge, Murder and The Birth of the American Mafia (2010) è un libro di saggistica di Mike Dash.[3]
- First Family è il secondo romanzo della serie The Amtrak Wars di Patrick Tilley.

### Televisione
- Nell'episodio "Partners in Crime" di Doctor Who, la first family incaricò la signorina Foster di creare l'Adipose.
- The First Family è una sitcom statunitense trasmessa in prima visione negli Stati Uniti a partire dal 2012.
- First Family è il nome di diverse scuderie di wrestling professionistico.

## Nei fossili
La First Family è anche una collezione di fossili di Australopithecus afarensis scoperti nel sito "333" ad Hadar in Etiopia, vicino alla posizione di un altro famoso A. afarensis, Lucy. Si ritiene che A. afarensis sia il primo ominide bipede abituale e un antenato diretto dell'Homo sapiens. Questa specie visse tra 3,9 milioni e 2,9 milioni di anni fa.